# 6120 Ангальт
6120 Ангальт (1987 QR, 1969 TS, 6120 Anhalt) — астероїд головного поясу, відкритий 21 серпня 1987 року.
Тіссеранів параметр щодо Юпітера — 3,519.